# Roger Goodman
Pour les articles homonymes, voir Goodman.
Roger Goodman est un réalisateur, producteur et monteur américain.

## Filmographie
Comme réalisateur
- 1956 : This Week (série télévisée)
- 1965 : ABC Evening News (série télévisée)
- 1976 : Battle of the Network Stars (TV)
- 1978 : 20/20 (série télévisée)
- 1979 : America Held Hostage (série télévisée)
- 1980 : Winter Olympics '80: The World Comes to America (TV)
- 1980 : ABC News Nightline (série télévisée)
- 1984 : Los Angeles 1984: Games of the XXIII Olympiad (feuilleton TV)
- 1985 : Super Bowl XIX (TV)
- 1985 : 45/85 (TV)
- 1988 : Super Bowl XXII (TV)
- 1988 : XIV Olympic Winter Games Sarajevo (feuilleton TV)
- 1988 : The Official 1988 Calgary Winter Olympics Video (vidéo)
- 1989 : Primetime Live (série télévisée)
- 1992 : World News Now (série télévisée)
- 1993 : 20/20 Wednesday (série télévisée)
- 1993 : Michael Jackson Talks... to Oprah: 90 Primetime Minutes with the King of Pop (TV)
- 1993 : The 20th Annual Daytime Emmy Awards (TV)
- 1994 : The 21st Annual Daytime Emmy Awards (TV)
- 1995 : Super Bowl XXIX (TV)
- 1996 : Barbara Walters: 20 Years at ABC (TV)
- 1999 : ABC 2000: The Millennium (TV)
- 2000 : Super Bowl XXXIV (TV)
- 2000 : David Blaine: Frozen in Time (TV)
- 2003 : A Life of Laughter: Remembering John Ritter (TV)
- 2006 : David Blaine: Drowned Alive (TV)

Comme producteur
- 1965 : ABC Evening News (série télévisée)

Comme monteur
- 2006 : David Blaine: Drowned Alive (TV)